# Horacio Díaz Luco
Horacio Díaz Luco (Talcahuano, Chile; 13 de julio de 1950 – 26 de mayo de 2025) fue un jugador y entrenador de fútbol chileno que jugó en la posición de defensa central.

## Carrera

### Jugador
| Periodo   | Club                |
| --------- | ------------------- |
| 1970      | Santiago Wanderers  |
| 1971–1974 | CS Herediano        |
| 1975–1977 | CD Águila           |
| 1977–1978 | Limón Sprite        |
| 1979      | CS Cartaginés       |
| 1980      | Municipal Turrialba |
| 1981      | Municipal Limón     |

### Entrenador
Fue entrenador-jugador de Limón Sprite en 1977.

## Logros
- Primera División de El Salvador (2): 1975–76,[9] 1976–77